# Andrée Lafayette
Andrée Lafayette, nata Andrée Rose Godard de la Bigne (Achères, 19 maggio 1903 – Équemauville, 3 ottobre 1989), è stata un'attrice francese che iniziò a lavorare per il cinema fin dagli anni venti, all'epoca del muto.

## Filmografia
- Trilby, regia di James Young (1923)
- Why Get Married?, regia di Paul Cazeneuve (1924)
- Die Achtzehnjährigen, regia di Manfred Noa (1927)
- Glanz und Elend der Kurtisanen, regia di Manfred Noa (1927)
- Rue de la paix
- Der große Unbekannte, regia di Manfred Noa (1927)
- L'erede di Casanova (Casanovas Erbe), regia di Manfred Noa (1928)
- Der Henker, regia di Theodor Sparkuhl,  Adolf Trotz (1928)
- Fécondité
- Le Carillon de la liberté
- Les Trois Mousquetaires
- Fanatisme
- La signora dalle camelie (La Dame aux camélias), regia di Fernand Rivers, Abel Gance (1934)
- La Révoltée
- La vita di Jean Henri Fabre (Monsieur Fabre), regia di Henri Diamant-Berger (1951)
- Le Chasseur de chez Maxim's